# NGC 2508
NGC 2508 je galaksija u zviježđu Malom psu.

## Vanjske poveznice
- SEDS: NGC 2508